# Hirado
Hirado (平戸市, Hirado-shi) est une ville japonaise située dans la préfecture de Nagasaki.

## Géographie

Situation d'Hirado dans la préfecture de Nagasaki.

### Situation
La ville de Hirado comprend principalement Hirado (en), une île de la mer du Japon, située au nord-ouest de la préfecture de Nagasaki. Le territoire s'étend également sur l'île de Kyūshū et un pont relie les deux parties de la ville.

### Démographie
En 2010, la ville de Hirado avait une population estimée à 35 271 habitants (densité de population : 150 hab./km2). Sa superficie est de 235,63 km2. En octobre 2021, la population était de 29 855 habitants.

### Climat
| Mois                                             | jan.      | fév.      | mars      | avril     | mai       | juin      | jui.      | août      | sep.      | oct.      | nov.     | déc.      | année     |
| ------------------------------------------------ | --------- | --------- | --------- | --------- | --------- | --------- | --------- | --------- | --------- | --------- | -------- | --------- | --------- |
| Température minimale moyenne (°C)                | 4,4       | 4,7       | 7,1       | 11        | 15        | 18,9      | 23,2      | 24,2      | 21,2      | 16,4      | 11,1     | 6,4       | 13,6      |
| Température moyenne (°C)                         | 7         | 7,6       | 10,3      | 14,2      | 18        | 21,1      | 25,1      | 26,5      | 23,5      | 19,2      | 14,2     | 9,3       | 16,3      |
| Température maximale moyenne (°C)                | 9,6       | 10,6      | 13,5      | 17,7      | 21,6      | 24,1      | 27,8      | 29,6      | 26,3      | 22,1      | 17,2     | 12,1      | 19,4      |
| Record de froid (°C) date du record              | −5,7 1970 | −5,8 1977 | −4 1977   | 1,8 1962  | 7,3 1945  | 12,4 1978 | 16,1 1976 | 17 1941   | 13,6 1973 | 5,9 1986  | 1,7 1970 | −3,6 1973 | −5,8 1977 |
| Record de chaleur (°C) date du record            | 18,7 1953 | 20,4 2010 | 22,3 2004 | 25,7 1998 | 29,3 2003 | 30,7 2004 | 34,4 2018 | 35,1 1960 | 33,6 2010 | 30,1 2021 | 25 2020  | 23,1 2018 | 35,1 1960 |
| Ensoleillement (h)                               | 94        | 115,8     | 157,7     | 179       | 194,3     | 125,3     | 146,9     | 196,7     | 158,9     | 174,6     | 132,8    | 104,6     | 1 777,7   |
| Précipitations (mm)                              | 84,9      | 93,6      | 148,7     | 189       | 198,4     | 319       | 345,7     | 289,1     | 223,5     | 116,6     | 112,3    | 85,3      | 2 206     |
| dont neige (cm)                                  | 0         | 1         | 0         | 0         | 0         | 0         | 0         | 0         | 0         | 0         | 0        | 0         | 1         |
| Nombre de jours avec précipitations              | 8,6       | 8,3       | 9,9       | 9,6       | 8,8       | 12,1      | 11,9      | 9,9       | 9,6       | 6,7       | 8,1      | 8         | 111,5     |
| dont nombre de jours avec précipitations ≥ 10 mm | 2,8       | 2,6       | 4,9       | 5,2       | 5,4       | 6,9       | 6,5       | 5,8       | 4,6       | 2,8       | 3,1      | 2,3       | 52,9      |
| Humidité relative (%)                            | 65        | 65        | 69        | 74        | 79        | 87        | 89        | 85        | 81        | 72        | 69       | 65        | 75        |
| Nombre de jours avec neige                       | 0         | 0,2       | 0         | 0         | 0         | 0         | 0         | 0         | 0         | 0         | 0,1      | 0         | 0,3       |
| Nombre de jours avec brouillard                  | 0,1       | 0,5       | 0,4       | 1,7       | 3,1       | 5,8       | 6         | 1,2       | 0,3       | 0,2       | 0,3      | 0         | 19,7      |

| Diagramme climatique                                  |             |              |           |             |             |               |               |               |               |               |             |
| J                                                     | F           | M            | A         | M           | J           | J             | A             | S             | O             | N             | D           |
| 9,64,484,9                                            | 10,64,793,6 | 13,57,1148,7 | 17,711189 | 21,615198,4 | 24,118,9319 | 27,823,2345,7 | 29,624,2289,1 | 26,321,2223,5 | 22,116,4116,6 | 17,211,1112,3 | 12,16,485,3 |
| Moyennes : • Temp. maxi et mini °C • Précipitation mm |             |              |           |             |             |               |               |               |               |               |             |

## Histoire
Hirado était un centre majeur du commerce international pendant la période Edo, en particulier avec la Chine des Ming et les Néerlandais : notamment le 20 septembre 1609, la Compagnie néerlandaise des Indes orientales a ouvert un comptoir à Hirado. Les shoguns Tokugawa déplacèrent plus tard le centre du commerce à Nagasaki.
- Île de Hirado (en), premier comptoir de la VOC (1609-1639)

## Culture locale et patrimoine
- Château de Hirado

## Transports
Hirado est desservie par les routes nationales 204 et 383.
La ville est desservie par la ligne Nishi-Kyūshū de la compagnie Matsuura Railway.

## Jumelage
Hirado est jumelée avec :
- Zentsūji (Japon),
- Nan'an (Chine),
- Noordwijk (Pays-Bas).

## Personnalités nées à Hirado
- Le diplomate japonais Inagaki Manjirō (1861-1908)
- Koxinga, pirate déifié sino-japonais, prince chinois et héros national taïwanais

## Galerie photos

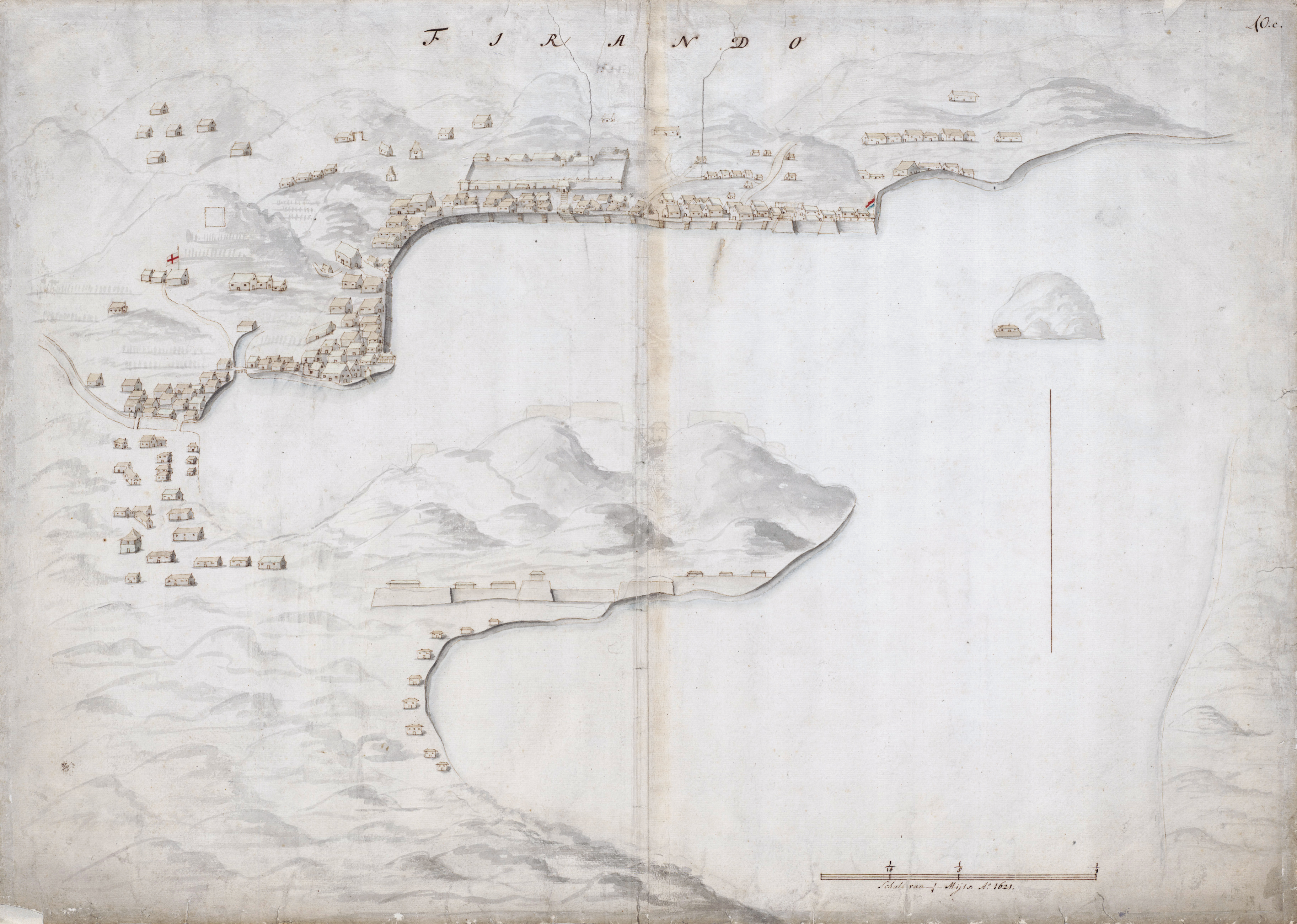
Une carte topographique de la ville datant de 1621.
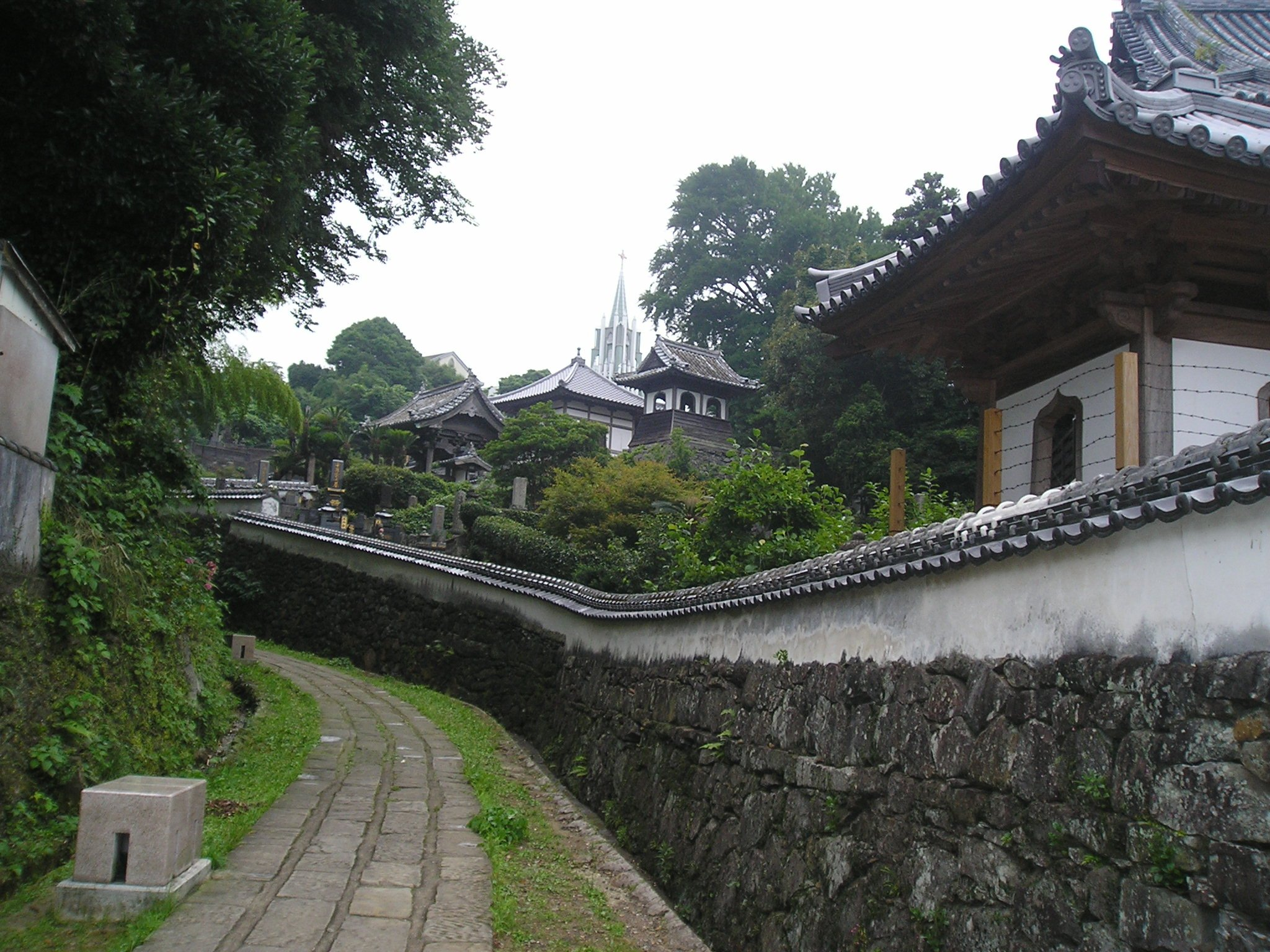
Mélange des cultures : les temples traditionnels de Komyo et Zuiun devant l'église catholique Saint-François-Xavier.
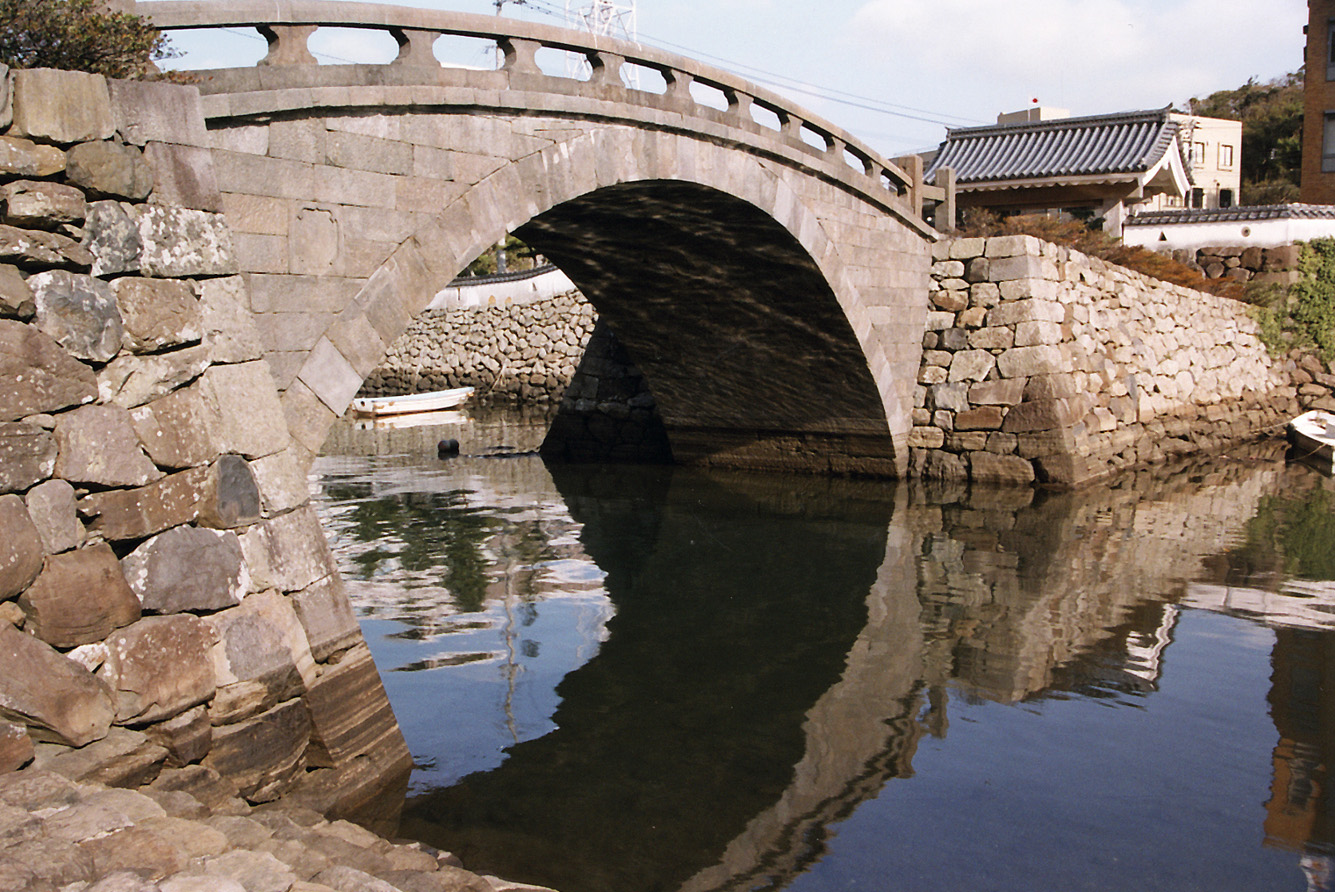
Vieux pont de Hirado.
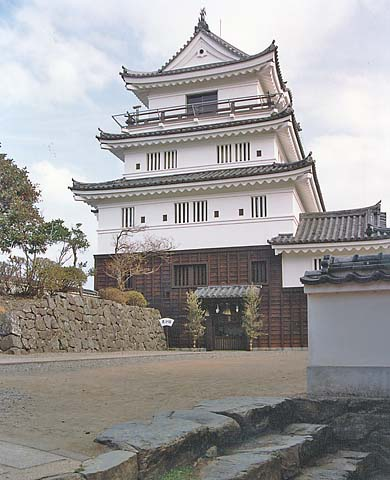
Château de Hirado.
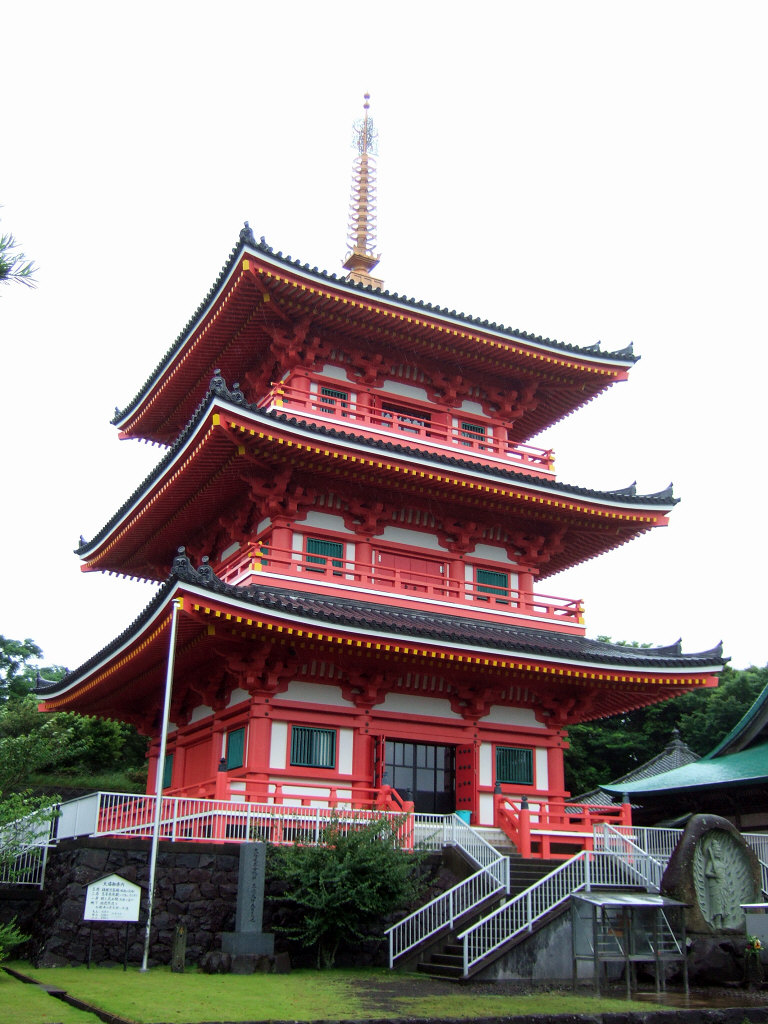
Temple Saikyoji.
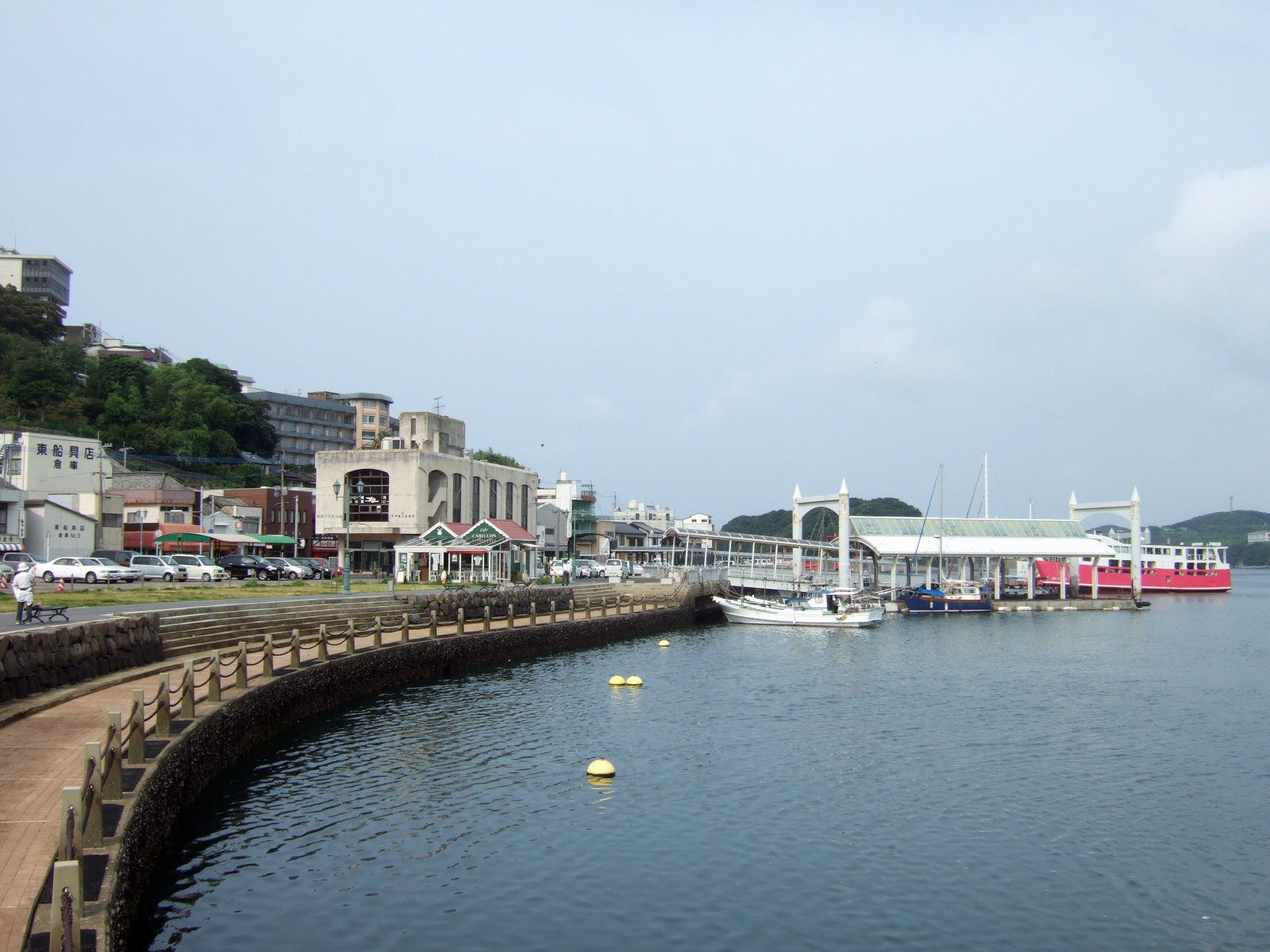
Aperçu du port.
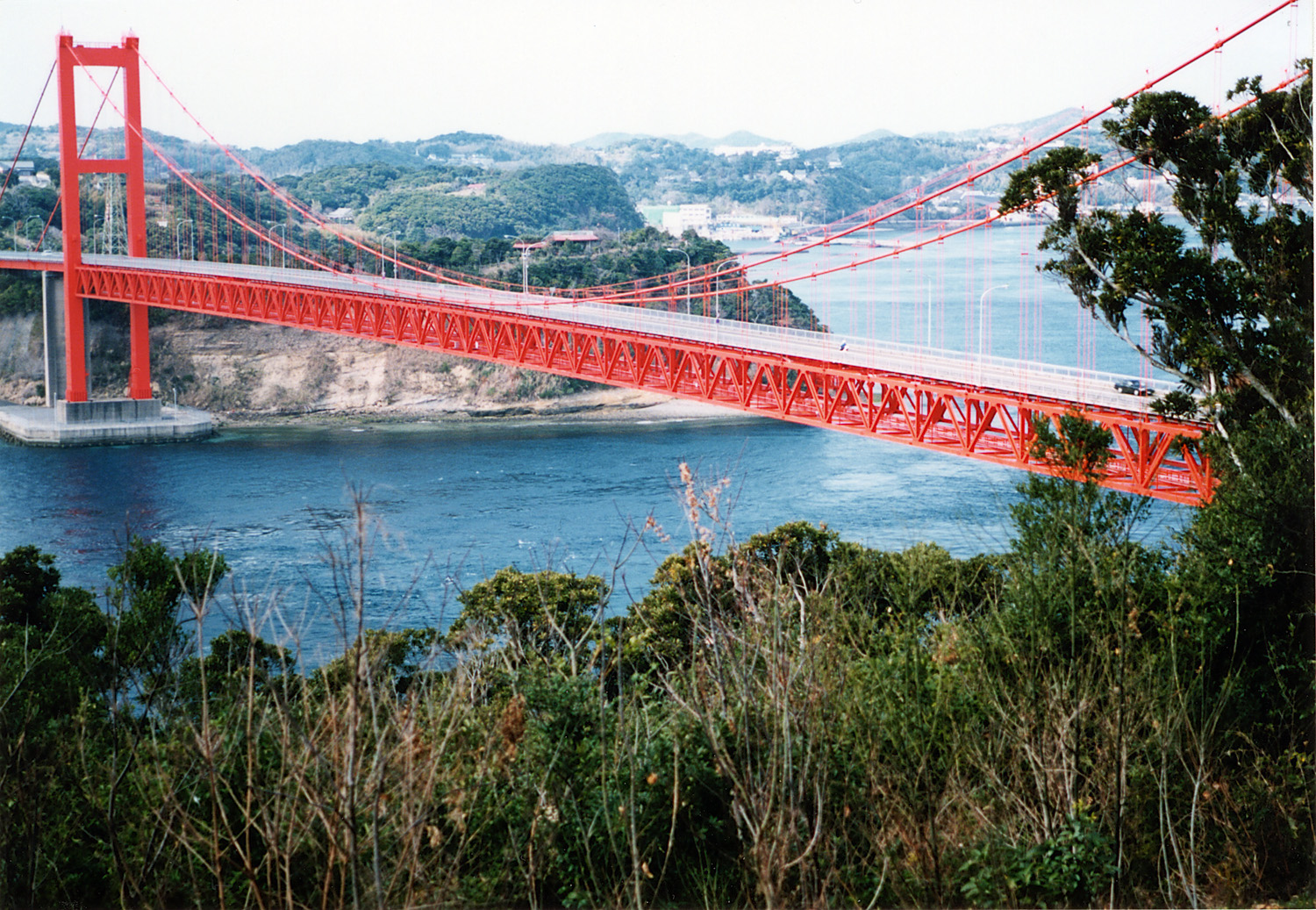
Le pont de Hirado reliant la ville à Kyūshū.
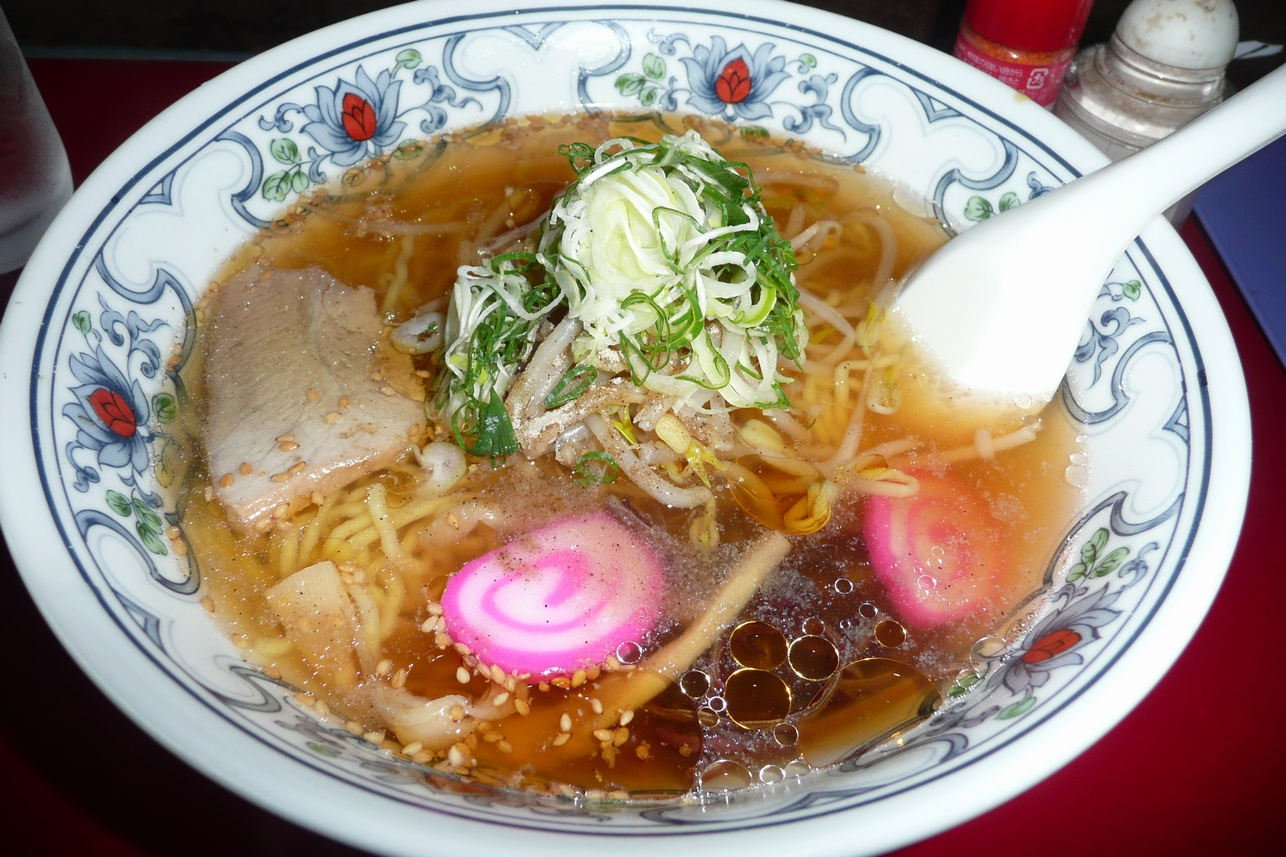
Spécialité locale : les agodashi rāmen.